# Шверте
Шверте (нем. Schwerte) — город в Германии, в земле Северный Рейн-Вестфалия.
Подчинён административному округу Арнсберг. Входит в состав района Унна.  Население составляет 48259 человек (на 31 декабря 2010 года). Занимает площадь 56,2 км². Официальный код  —  05 9 78 028.
| Год  | Население |
| ---- | --------- |
| 1995 | 50 899    |
| 2000 | 51 192    |
| 2005 | 50 175    |
| 2010 | 48 523    |

## Фотографии

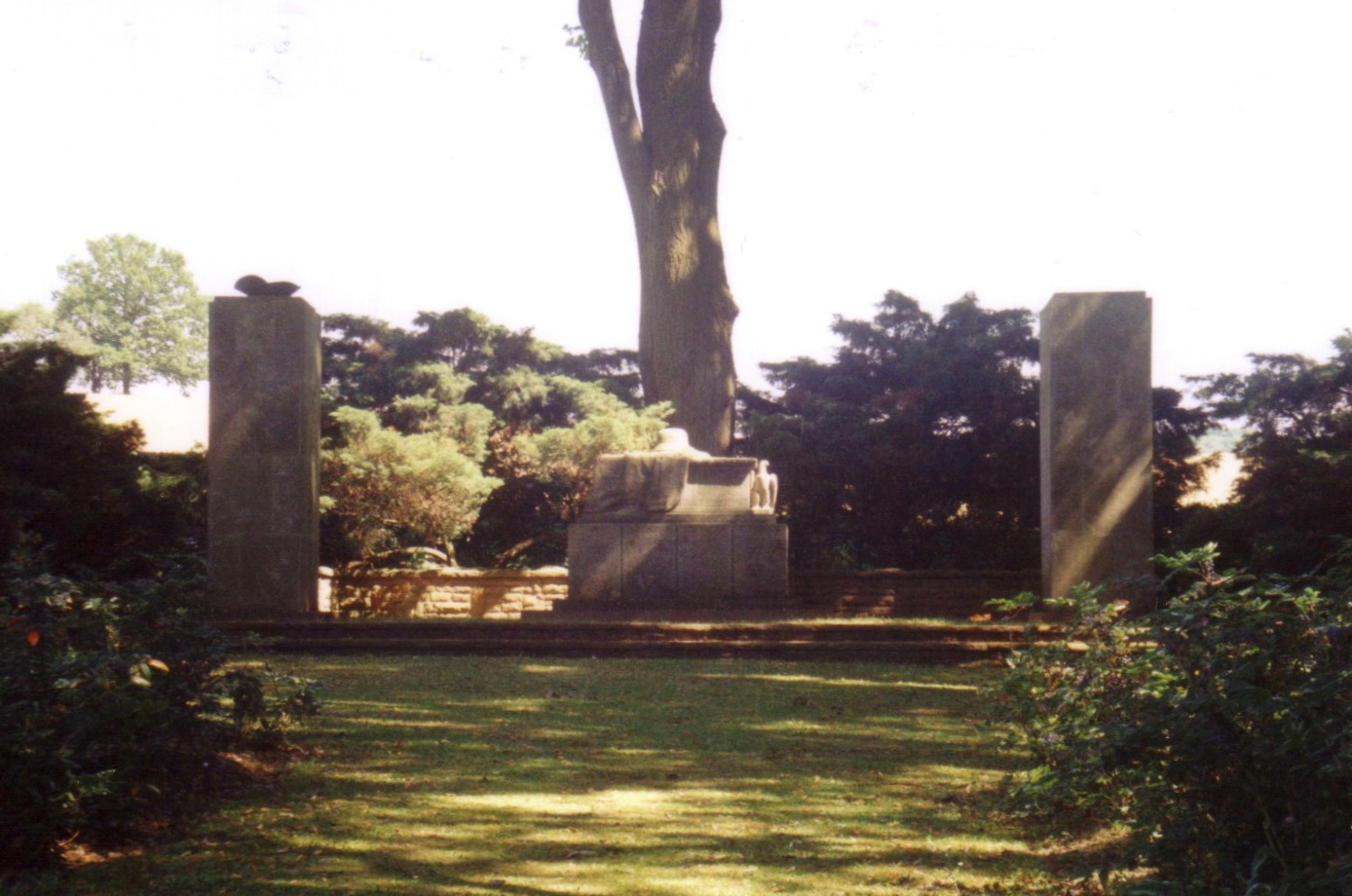
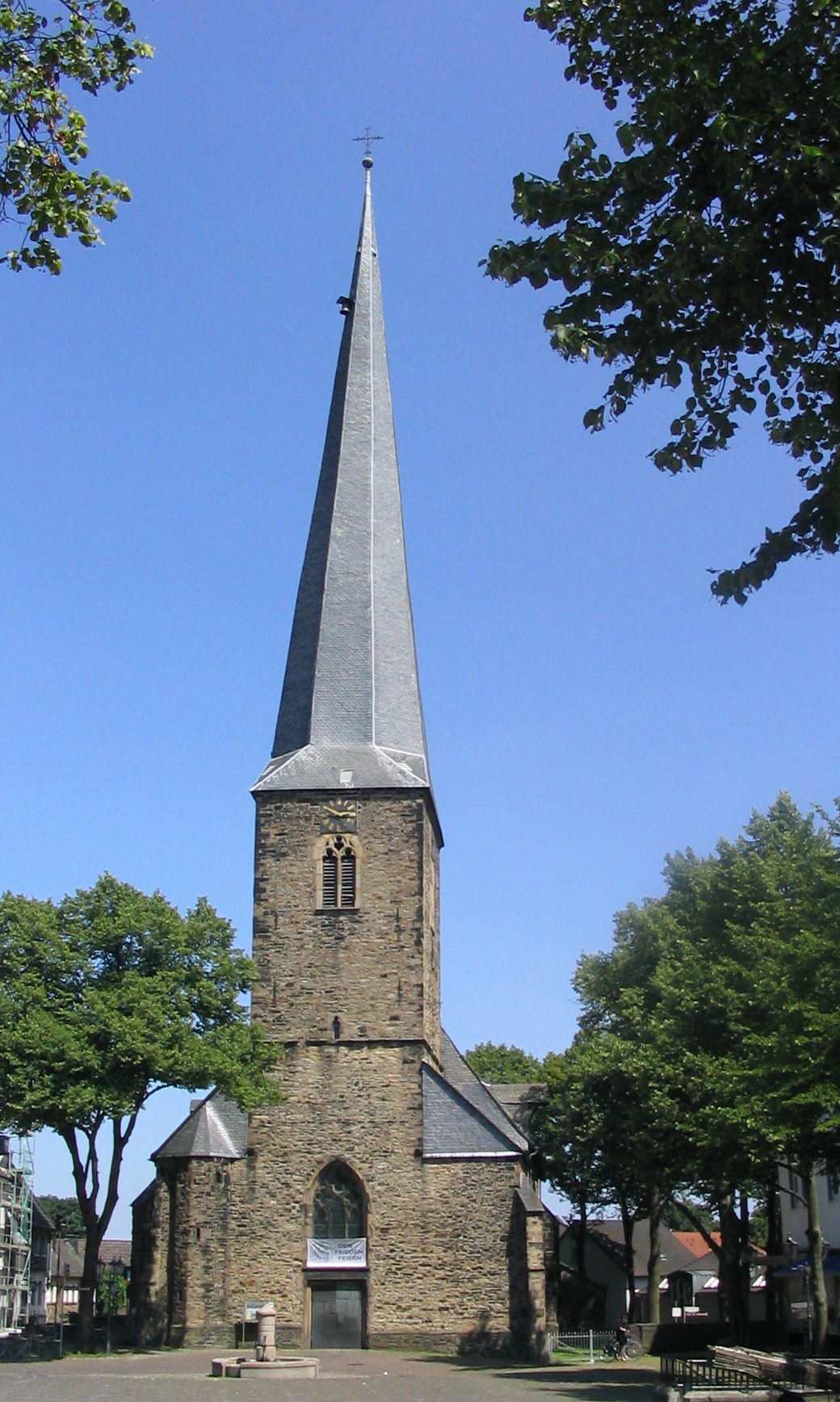
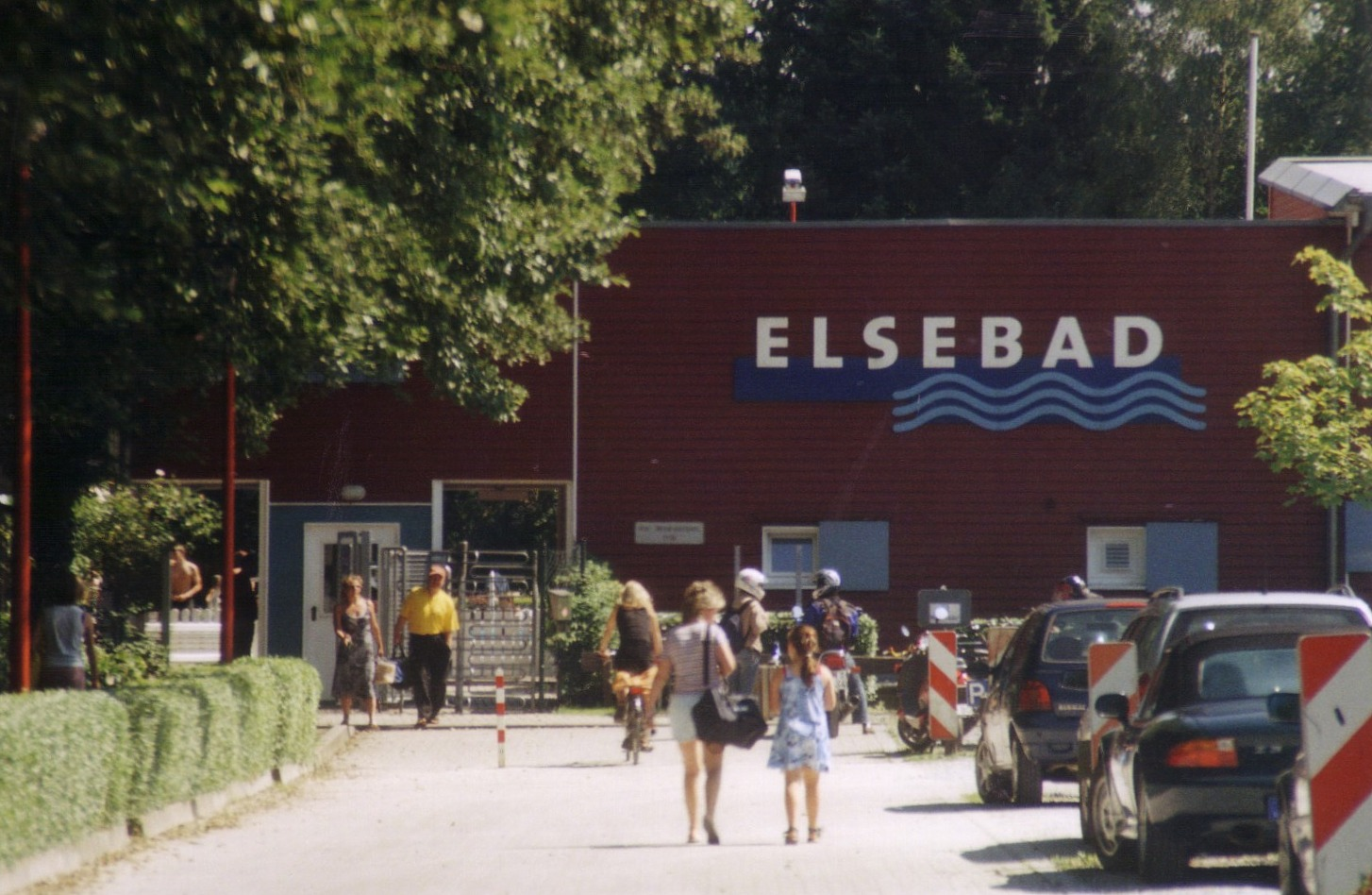

## Города-побратимы
- Кава де Тиррени, Италия
- Новый Сонч, Польша[1]
- Пятигорск, Россия